# Ноам Бен Харуш
Ноам Бен Харуш (івр. נועם בן הרוש, нар. 13 травня 2005, Мегадім) — ізраїльський футболіст, правий захисник клубу «Маккабі» (Тель-Авів).

## Клубна кар'єра
Бен Харуш народився та виріс у мошаві Мегадім. У 2014 році він почав займатись футболом в академії «Маккабі» (Хайфа), а пізніше також грав за юнацькі команди «Маккабі» (Неве-Йосеф) та «Бейтар Нес Тобрук». 15 серпня 2022 року він приєднався до молодіжної команди «Хапоеля» (Хайфа).
30 квітня 2023 року він дебютував у головній команді клубу в переможному (2:1) матчі проти «Хапоеля» (Хадера). 16 січня 2024 року він забив свій перший гол на дорослому рівні також у ворота «Хапоеля» (Хадера).
1 червня 2025 року Ноам підписав чотирирічний контракт з «Маккабі» (Тель-Авів).

## Міжнародна кар'єра
Бен Харуш грав за юнацькі збірні Ізраїлю віком до 17 та 19 років.
7 травня 2023 року його було включено до складу збірної Ізраїлю U-20 на молодіжний чемпіонат світу 2023 року. На турнірі він зіграв три матчі, в тому числі вийшов на заміну у грі за 3-тє місце проти Південної Кореї, яку Ізраїль виграв з рахунком 3:1, досягнувши таким чином свого найкращого результату в історії, здобувши бронзову нагороду турніру.
Наступного року Бен Харуш потрапив до заявки олімпійської збірної Ізраїлю для участі у футбольному турнірі на Олімпійських іграх 2024 року у Парижі. Там захисник провів 2 гри, а ізраїльтяни не вийшли з групи